# Иванов, Константин Петрович (учёный)
Константин Петрович Иванов — советский хозяйственный, государственный и политический деятель.

## Биография
Родился в 1907 году. Член КПСС.
С 1929 года — на хозяйственной, общественной и политической работе. В 1929—1985 гг. — инженерный и руководящий работник, заместитель главного технолога Завода имени Лихачёва, главный технолог, заместитель начальника технического управления Министерства автомобильной промышленности СССР, начальник Главтракторопрома, директор НИИТАП.
Делегат XXII съезда КПСС.
За разработку, внедрение в производство и создание комплекса прессовых установок и прессовых автоматических линий для изготовления литейных земляных форм методом прессования под высоким давлением был удостоен в составе коллектива Ленинской премии 1965 года.
Умер в Москве в 1995 году.